# Хаймбург, Эрик фон
Эрик Пауль Анно фон Хаймбург (нем. Erik Paul Anno von Heimburg; 6 октября 1892, Карлсруэ, Германская империя — 14 мая 1946, под Минском, БССР, СССР) — бригадефюрер СС, генерал-майор полиции. 

## Биография
Эрик фон Хаймбург родился 6 октября 1892 года в семье прусского генерал-майора Пауля фон Хаймбурга (1851—1936) и его жены Корнелии (1861—1938) в девичестве Шедтлер. Его брат Хейно фон Хаймбург был немецким вице-адмиралом.
С 1904 по 1911 год посещал кадетское училище в Кёзлине и Плёне и сдал экзамены в главном кадетском училище в Гросс-Лихтерфельде. С 1914 года активно принимал участие в Первой мировой войне, был тяжело ранен. После окончания войны в 1919 году поступил на службу в полицию Гамбурга и в 1937 году ему было присвоено звание полковника. 1 мая 1937 года вступил в НСДАП (билет № 4230308). В 1938 году стал командиром охранной полиции в Эссене.
С 1939 года вновь служил в Гамбурге и в том же году был зачислен в ряды СС (№ 337729). После начала Второй мировой войны 1 сентября 1939 года стал командиром полиции порядка в Штеттине. В декабре 1941 года был переведён в Харьков, где стал командиром полиции порядка, позже был переведён в Минск в Генеральный округ Белоруссия. В 1942 году был повышен до бригадефюрера СС и генерал-майора полиции. С июля 1942 по сентябрь 1943 года был командиром охранной полиции в Гамбурге. С октября 1943 по август 1944 года был командиром полиции порядка в Копенгагене. С октября 1944 и до начала мая 1945 года был командиром охранной полиции в Берлине.
После занятия Берлина советскими войсками 5 мая 1945 года был схвачен и отправлен в Советский Союз. 8 марта 1946 года был приговорён к смертной казни через расстрел по обвинению в военных преступлениях. Прошение о помиловании было отклонено 14 мая 1946 года, и приговор был приведён в исполнение.

## Семья
4 декабря 1929 года Эрик фон Хаймбург женился на Гезе Луттерот, дочери доктора юридических наук 
Александра Луттерота из Гамбурга.